# Bundesverband Zeitarbeit Personal-Dienstleistungen

Vereinslogo

Der Bundesverband Zeitarbeit Personal-Dienstleistungen e. V. (BZA) war ein Arbeitgeber- und Unternehmensverband von konzessionierten Zeitarbeitsunternehmen mit 700 Mitgliedsbetrieben, die über 2.000 Niederlassungen in Deutschland betreiben.
Im Frühjahr 2011 schlossen sich der Arbeitgeberverband Mittelständischer Personaldienstleister und der BZA zum Bundesarbeitgeberverband der Personaldienstleister zusammen.
Der BZA ging 1976 aus dem Zusammenschluss seines 1969 gegründeten Vorläufers, dem Unternehmensverband für Zeitarbeit e. V. (UZA), und dem Bundesverband Personalleasing (BPL) hervor. Der Verband vereint nicht nur große Unternehmen, sondern zu 92 Prozent kleine und mittelständische Zeitarbeitsfirmen (1 bis 500 Zeitarbeitnehmer) unter einem Dach. 
Der BZA war als einziger deutscher Zeitarbeitsverband Mitglied CIETT, dem internationalen Arbeitgeberverband der Zeitarbeit, und im Eurociett, dem europäischen Ableger des Ciett.  
Über die üblichen Verbandsleistungen wie Lobbyarbeit, Öffentlichkeitsarbeit, Mitgliederinformation u. a. hinaus, leistet der BZA Rechtsberatung.
Der BZA hatte eine wichtige Funktion als Arbeitgeberverband, indem er als Tarifpartner mit der DGB Tarifgemeinschaft Zeitarbeit fungiert. Als Verhandlungsergebnis zwischen dem BZA und dem DGB galt seit dem 22. Juli 2003 der Manteltarifvertrag Zeitarbeit, der durch mehrere Änderungstarifverträge ergänzt wurde (2004, 2006 und 2010). Mit Wirkung ab dem 1. Juli 2010 traten Erhöhungen der Entgelte in Kraft. So erhöhte sich beispielsweise der Stundensatz der Entgeltgruppe 9 von 16,69 Euro auf 17,11 Euro (West) und der Stundensatz der Entgeltgruppe 1 von 7,38 Euro auf 7,60 Euro (West). Weitere Erhöhungen sind tariflich festgelegt und traten jeweils zum 1. Mai 2011, 1. November 2011 und zum 1. Mai 2012 in Kraft.  
Letzter Präsident des Verbandes war Volker Enkerts. Die Geschäftsstelle befand sich in Berlin.